# (10682) Kutryk
(10682) Kutryk est un astéroïde de la ceinture principale découvert en 1980.

## Description
(10682) Kutryk a été découvert le 22 mai 1980 à l'observatoire de La Silla, au Chili, par Henri Debehogne.

### Caractéristiques orbitales
L'orbite de cet astéroïde est caractérisée par un demi-grand axe de 2,16 ua, un périhélie de 1,79 ua, une excentricité de 0,17 et une inclinaison de 1,01° par rapport à l'écliptique. Du fait de ces caractéristiques, à savoir un demi-grand axe compris entre 2 et 3,2 ua et un périhélie supérieur à 1,666 ua, il est classé, selon la JPL Small-Body Database, comme objet de la ceinture principale.

### Caractéristiques physiques
(10682) Kutryk a une magnitude absolue (H) de 14,2 et un albédo estimé à 0,215.